# Otó I de Wittelsbach
Otó I de Wittelsbach (1117 - juliol 1183), anomenat el cap Vermell - en alemany: der Rotkopf- fou duc de Baviera des de 1180 fins a la seva mort. Va ser el primer governant de Baviera de la casa de Wittelsbach, una dinastia que va regnar fins a l'abdicació del rei Lluís III de Baviera en la revolució alemanya de 1918. No s'ha de confondre amb el duc Otó I duc de Suàbia (973 a 982) i de Baviera (976 a 982); encara que Otó de Wittelsbach fou el tercer Otó que fou duc i el seu nom correcte és Otó III de Baviera, se l'anomena habitualment com Otó I o Otó de Wittelsbach com a fundador d'una nova dinastia. Tampoc s'ha de confondre amb el rei Otó I de Baviera que va regnar de 1886 a 1913.

## Família
El duc Otó I va néixer probablement a Kelheim, sent fill del comte palatí Otó IV de Scheyern i Heilika de Pettendorf-Lengenfeld, una neta de Frederic I de Hohenstaufen duc de Suàbia. Era el germà de l'arquebisbe Conrad de Magúncia i de Salzburg.
Vers el 1169 Otó es va casar amb Agnès, filla del comte Lluís I de Loon. Agnès i Otó va tenir els següents fills:
- Otó (1169-1181)
- Sofia (1170-1238), casada amb el landgravi Herman I de Turíngia (1155-1217),
- Heilika I (nascuda el 1171), es va casar el 1184 amb Dieteric de Wasserburg
- Agnès o Ines (1172-1200), es va casar amb el comte Enric de Plain (mort el 1190)
- Ricardis (1173-1231), casada el 1186 amb el comte Otó I de Gueldre i Zutphen
- Lluís I (1173-1231), casada el 1204 amb Ludmila de Bohèmia
- Heilika II (nascuda el 1176), es va casar amb el comte de Dillingen Adalbert III (mort el 1214)
- Elisabet (nascuda el 1178), es va casar amb el comte Bertold II de Vohburg (d. 1209)
- Mectilda (1180-1231), casada el 1209 amb el comte d'Ortenburg Rapotó II (1164-1231).

## Biografia
A la mort del seu pare el 1156, el va succeir com a comte palatí de Baviera, quan el ducat estava governat per Enric el Lleó, el darrer descendent de la Casa de Welf.
Com un dels millors cavallers al servei de l'emperador Frederic Barba-roja, el 1155 havia evitat una derrota de l'emperador prop de Verona, on la caravana de l'exèrcit imperial va caure en una emboscada en el camí de tornada a Alemanya després de la coronació a Roma. En el conflicte Dominium mundi entre l'emperador i el papa culminant en la Dieta de 1157 a Besançon (Bisanz), a l'apassionat Otó només se li va poder impedir que donés uns cops al legat papal, cardenal Roland Bandinelli, per la intervenció personal de Frederic.
Va ser recompensat finalment amb el ducat de Baviera el 16 de setembre de 1180, després de la deposició del duc Enric el Lleó. No obstant això, amb la separació d'Estíria sota el duc Ottokar IV al mateix any, Baviera va perdre l'últim dels seus territoris del sud-est. Amb el suport de l'emperador i el seu germà Conrad, Otó va ser capaç d'assegurar l'hemenonia de la seva dinastia sobre la noblesa bavaresa. Els seus descendents van governar Baviera durant els següents 738 anys.
El 1183 Otó va acompanyar a l'emperador Frederic a signar la pau de Constança amb la Lliga Llombarda i va morir de sobte en el camí de retorn a Pfullendorf a Suàbia. Va ser succeït pel seu fill únic supervivent Lluís. Les restes mortals d'Otó estan enterrades a la cripta de l'abadia de Scheyern.